# Damaskios
Damaskios (řecky Δαμάσκιος) (asi 480 - po 538) byl pozdně antický pohanský, resp. nekřesťanský novoplatónský filosof, žák a obdivovatel Ísidórův. Působil v Alexandrii, později se stal posledním scholarchou athénské Akadémie. Po jejím uzavření roku 529 několik let působil v Persii. Roku 538 je doložen jeho pobyt v Sýrii.